# Царицыно (станция метро)
«Цари́цыно» (до 5 ноября 1990 года — «Ле́нино») — станция Замоскворецкой линии Московского метрополитена. Станция находится на территории района Царицыно Южного административного округа города Москвы, между станциями «Кантемировская» и «Орехово». Открыта 30 декабря 1984 года в составе участка «Каширская» — «Орехово».

## История
Станция открыта 30 декабря 1984 года в составе участка «Каширская» — «Орехово», после ввода в эксплуатацию которого в Московском метрополитене стало 126 станций.
В связи с восстановительными работами, связанными с просадкой пути, возникшей из-за вымывания грунта (произошло затопление из Царицынского пруда) и ошибки при вторичном нагнетании бетона (подушки вокруг тоннеля) при строительстве перегона «Царицыно» — «Орехово», участок был закрыт с 31 декабря 1984 года по 9 февраля 1985 года.
До переименования 5 ноября 1990 года носила название «Ленино» (по названию жилого района Ленино-Дачное). Современное название станция получила по расположенному рядом Царицынскому парку и музею-заповеднику «Царицыно». При смене названия станции в 1990 году для новых надписей были частично использованы старые буквы. Например, было заметно, что буквы «И», «Н» и «О» на путевой стене немного отличаются от остальных (в 2022 году они были заменены)[значимость факта?].
С 12 ноября 2022 года по 10 мая 2023 года станция была закрыта в связи с реконструкцией тоннеля на участке «Царицыно» — «Кантемировская». По причине расположения ближайших между «Царицыно» и «Кантемировской» оборотных тупиков у станций «Автозаводская» и «Орехово» перекрытие движения только на перегоне «Царицыно» — «Кантемировская» невозможно. Помимо основных ремонтных работ в ходе реконструкции по, фактически, замене тоннеля, построенного в 1980-х с нарушением нормативов, пути на закрытом участке сделали бесстыковыми.

## Вестибюли и пересадки
Наземные вестибюли отсутствуют, выход в город осуществляется по подземным переходам к Луганской, Товарищеской и Каспийской улицам. 10 мая 2023 года был открыт выход № 4. Ранее, если выйти за турникеты в подуличный переход (первый вагон из центра), то можно было увидеть железную дверь № 100, ведущую в недействующий восточный выход, расположенный в скверике перед девятиэтажным зданием дистанции службы движения Московского метрополитена (заложенным в 1991 году). Снаружи были видны очертания ступенчатого спуска, закрытого сверху железной плитой. На этом месте в 1980-х годах планировалось создать оборотное кольцо автобусных маршрутов до Бирюлёва. Позже проект отменили.
В 1994—2024 годах была доступна прямая пересадка на станцию МЦД-2 Царицыно из южного вестибюля через тоннель под железнодорожной насыпью. Он сооружался после пуска станции, имел круглый свод и обеспечивал также выход к дворцово-парковому ансамблю. В октябре 2024 года он был закрыт в связи с реконструкцией транспортно-пересадочного узла Московских центральных диаметров.

## Техническая характеристика
Конструкция станции — колонная трёхпролётная мелкого заложения (глубина заложения — 8 метров). Сооружена по типовому проекту из сборных унифицированных железобетонных конструкций. На станции два ряда по 26 колонн с шагом 6,5 метра.

## Оформление
Путевые стены облицованы жёлтым и красным мрамором с мозаичными вставками, которые посвящены успехам советской науки и техники. Колонны облицованы белым мрамором. Пол выложен серым гранитом. Над лестничными маршами находятся панно из флорентийской мозаики (художник — А. Н. Кузнецов), посвящённые Москве — силуэты заводских цехов и труб, башен Кремля, Шуховской башни.

## Происшествия
26 октября 2011 года в 10:29 в тоннеле между станциями «Орехово» и «Царицыно» произошёл пожар. В 11:27 возгорание ликвидировано, пострадавших нет. Между станциями «Каширская» и «Красногвардейская» на это время было приостановлено движение.

## Пассажиропоток
Станция имеет очень высокий пассажиропоток (один из самых больших по Замоскворецкой линии), особенно в утренние и вечерние часы пик. Связано это с тем, что большая часть жителей Подольска и ближайших к нему населённых пунктов используют данную станцию как пересадочную между железной дорогой и метрополитеном.

## Станция в цифрах
- Код станции — 023.
- В марте 2002 года пассажиропоток составлял: по входу — 87,9 тысячи человек, по выходу — 91,3 тысячи человек[9].
- Время открытия станции в 5 часов 35 минут, время закрытия станции для входа пассажиров в 1 час ночи[10].
- Таблица времени прохождения первого поезда через станцию[11]:

| По чётным числам                   | Будние дни | Выходные дни |
| По нечётным числам                 | Будние дни | Выходные дни |
| В сторону станции «Кантемировская» | 05:43:00   | 05:43:00     |
| В сторону станции «Кантемировская» | 05:43:00   | 05:43:00     |
| В сторону станции «Орехово»        | 05:59:00   | 06:01:00     |
| В сторону станции «Орехово»        | 05:59:00   | 06:01:00     |

## Галерея

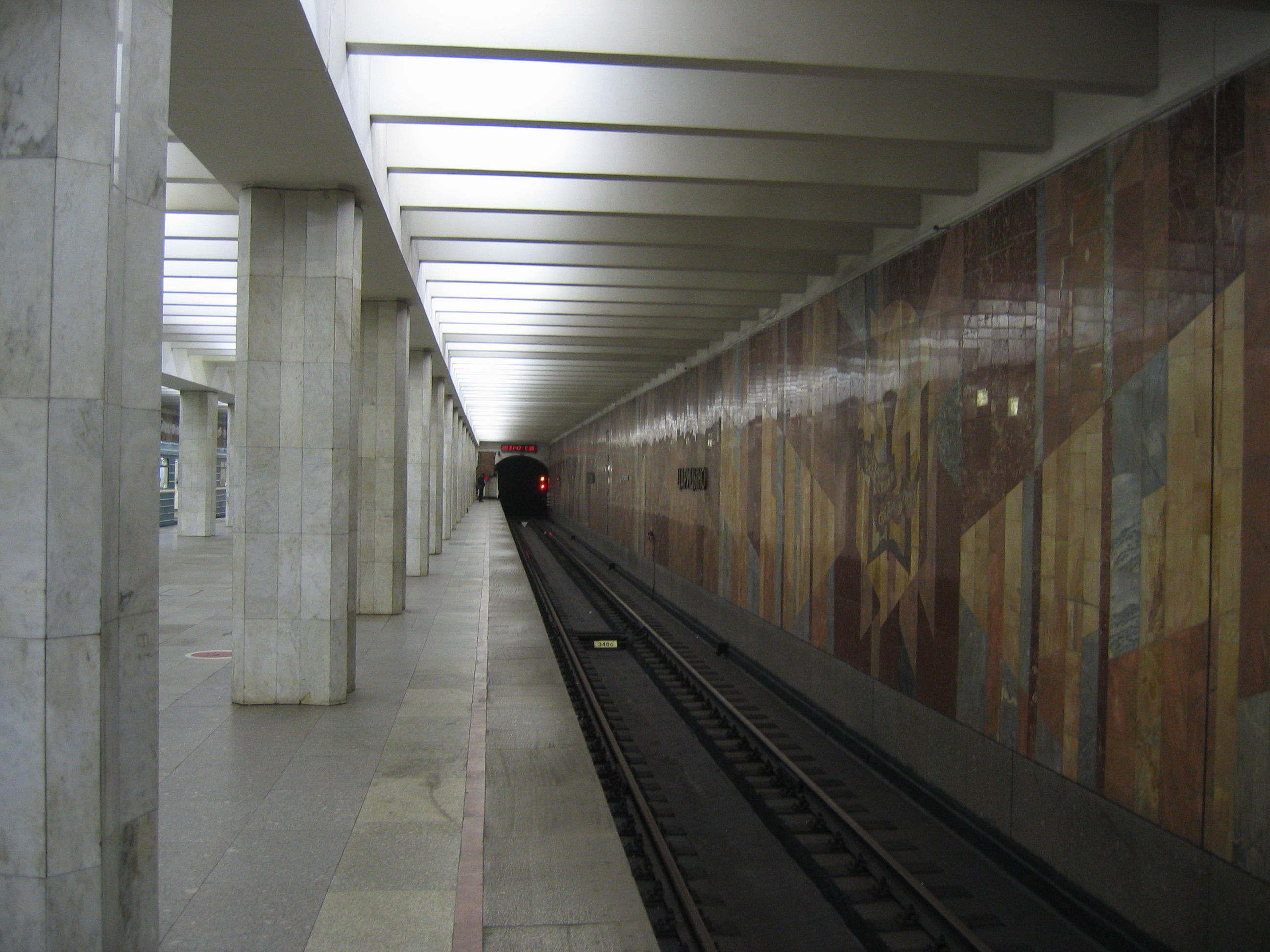
Посадочная платформа
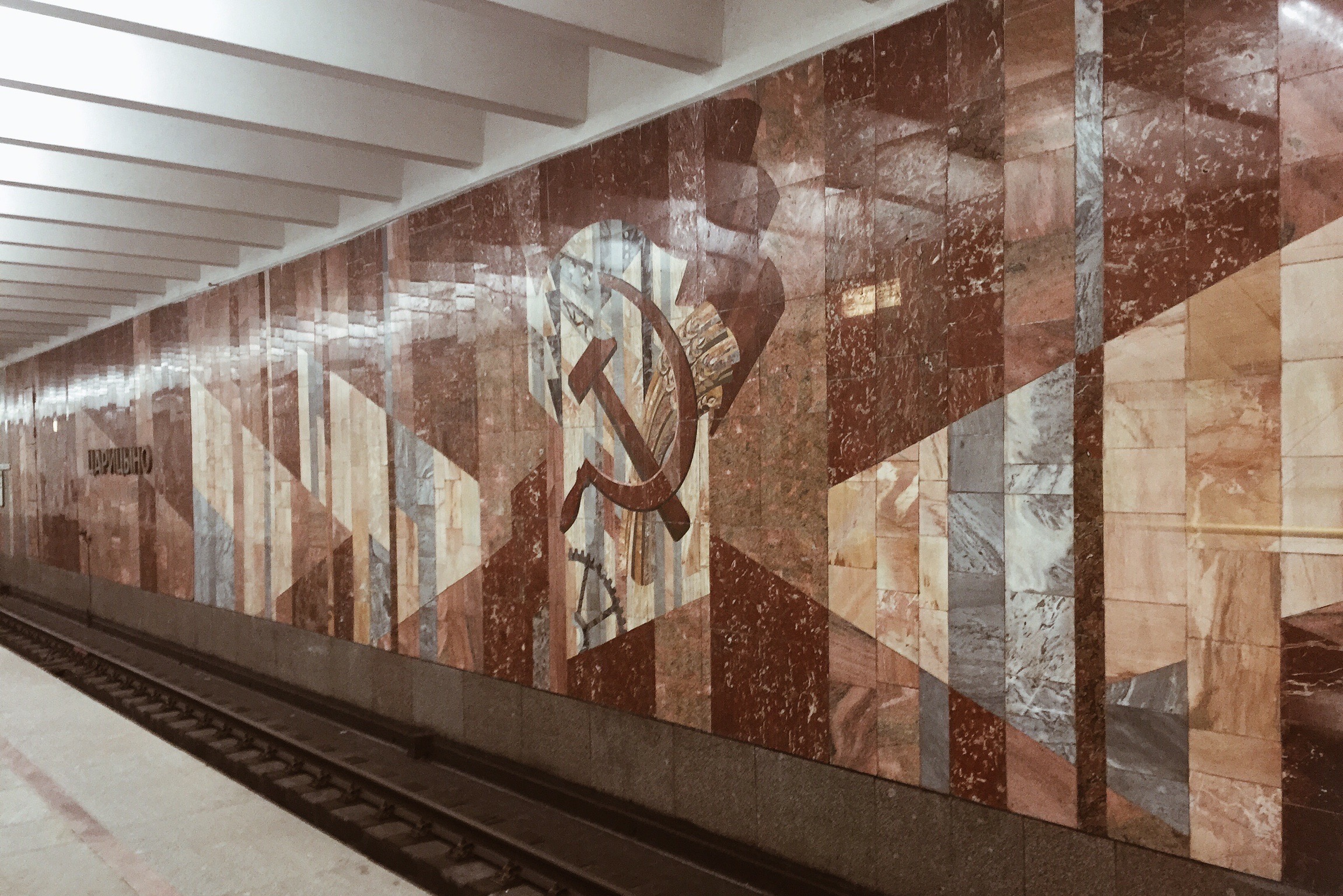
Путевая стена
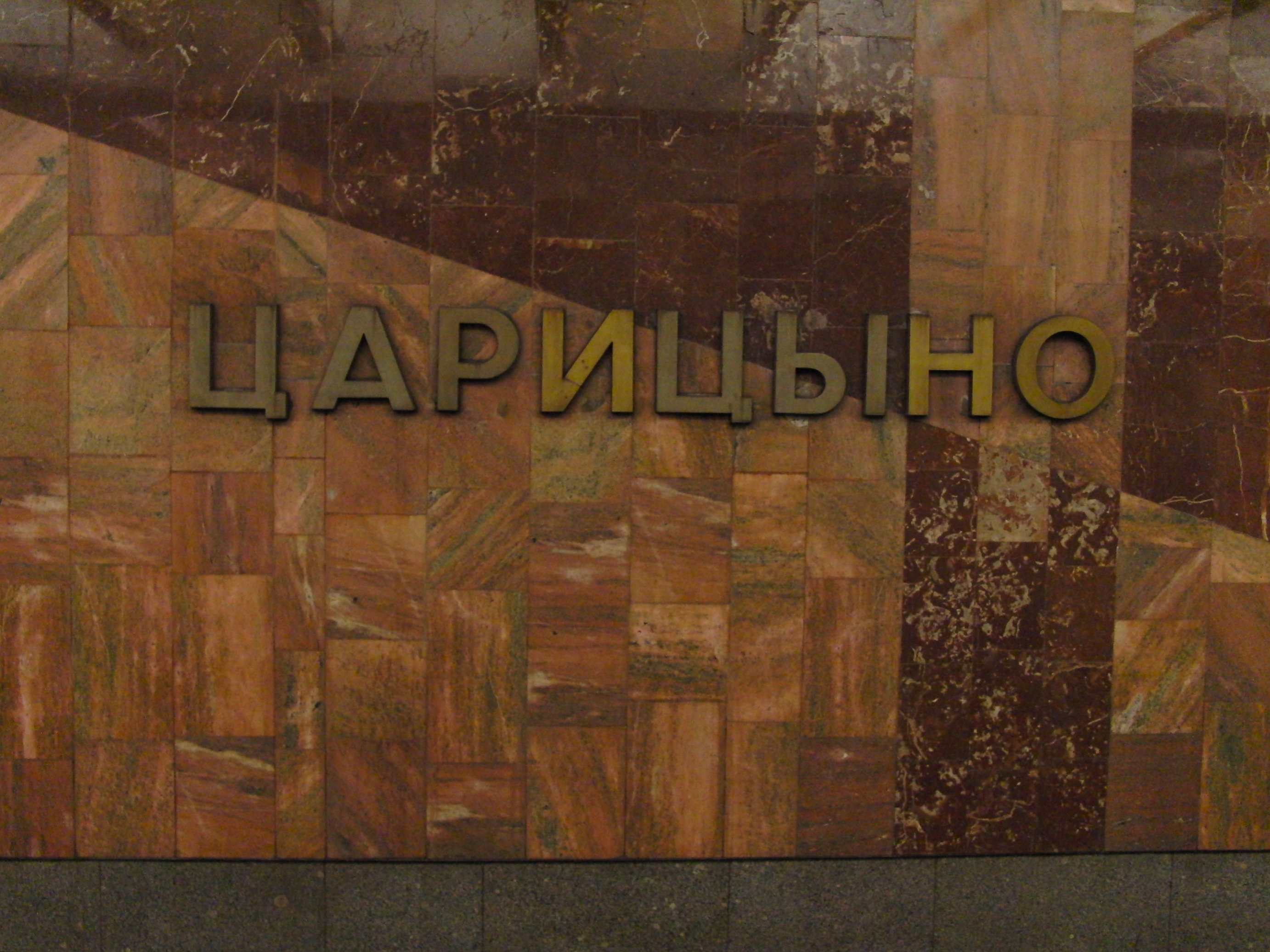
Название станции на путевой стене
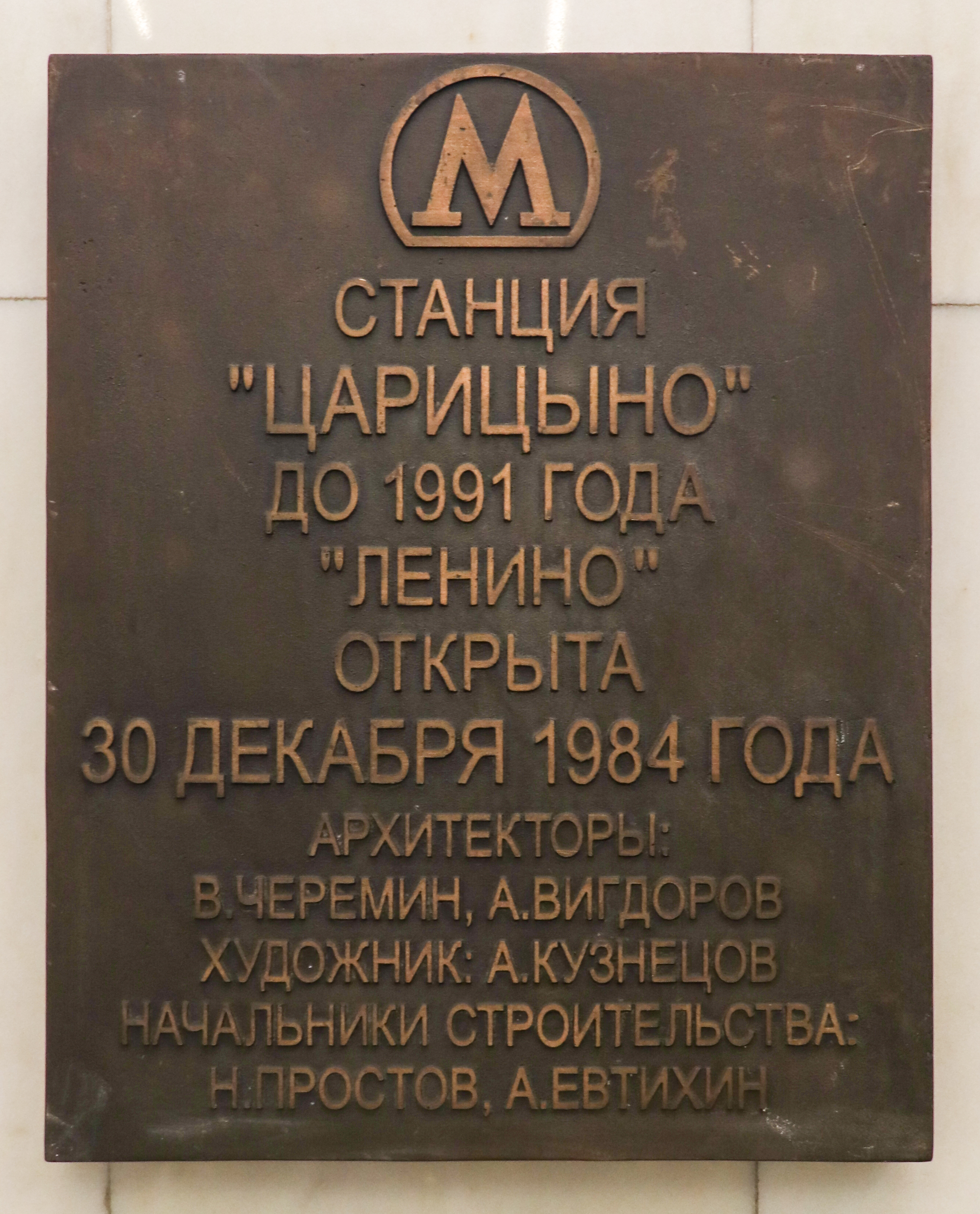
Памятная табличка
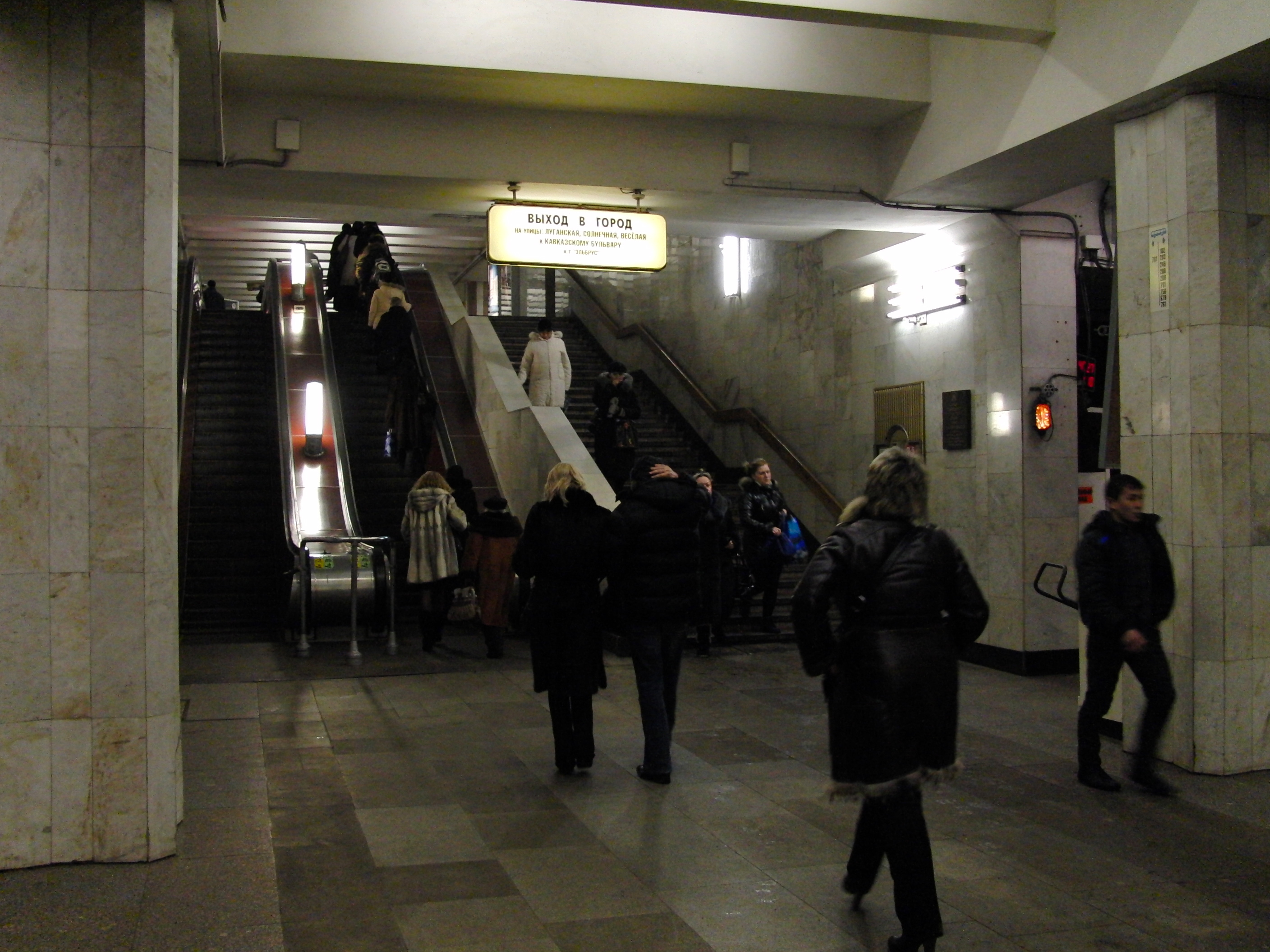
Выход в город
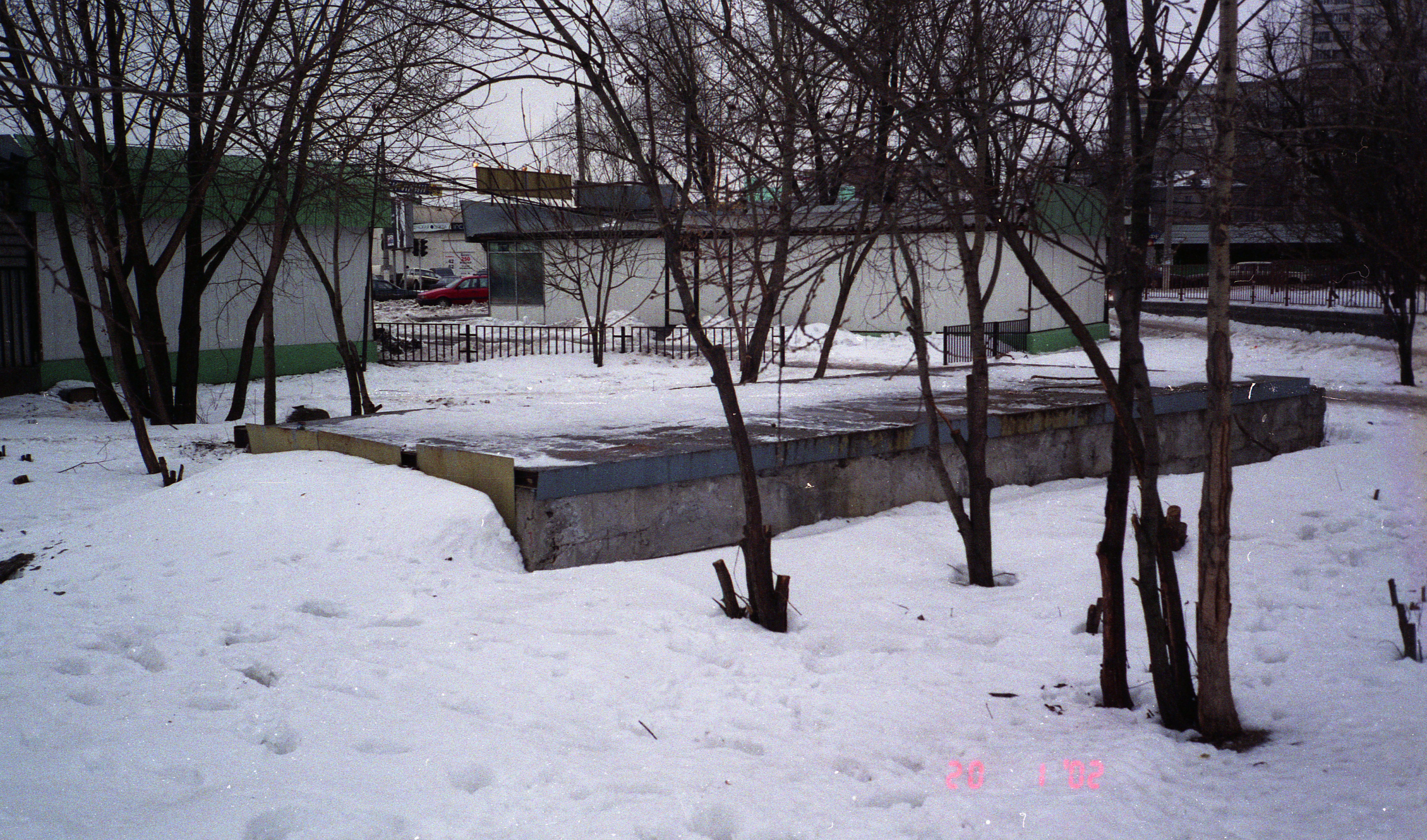
Закрытый выход (2002)
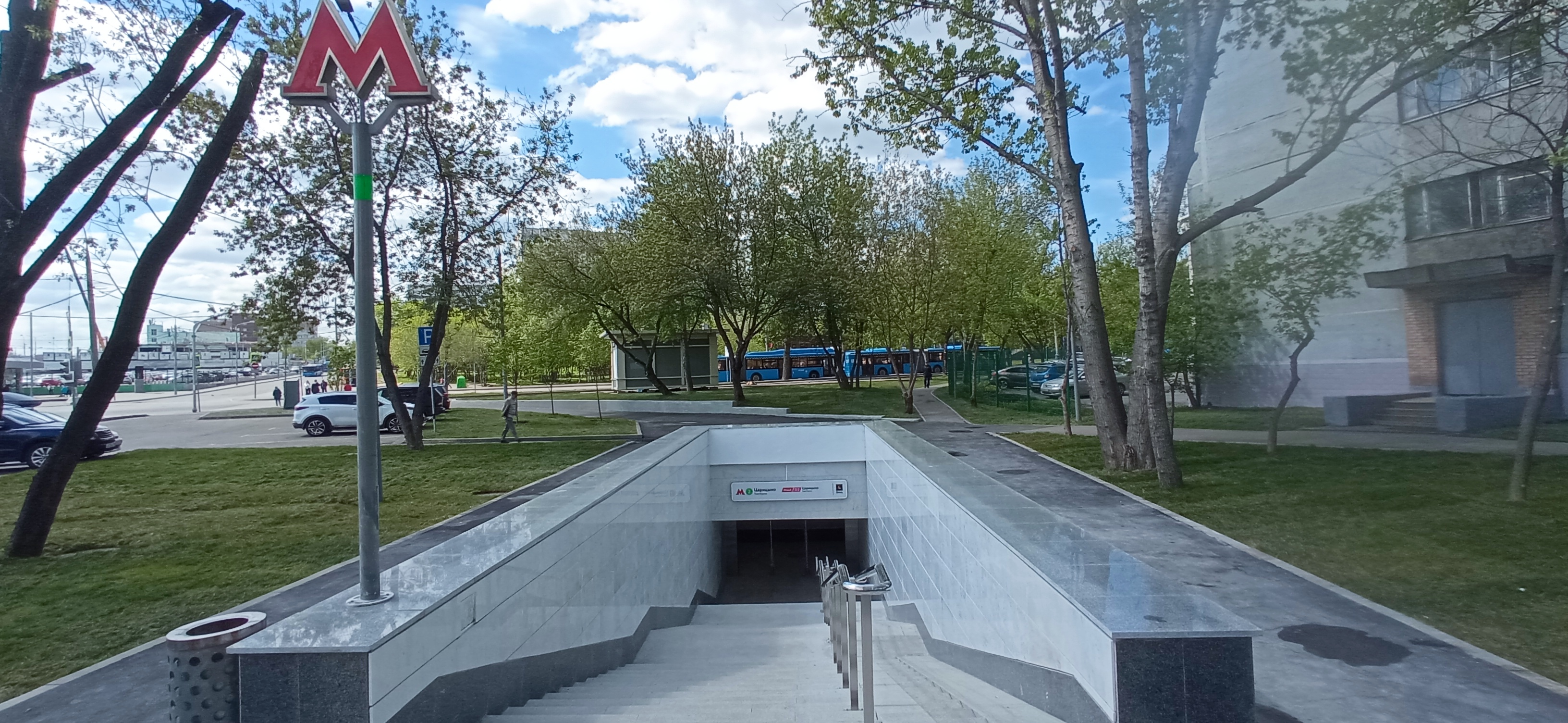
Ранее закрытый выход, открыт 10 мая 2023 года

## Наземный общественный транспорт
На этой станции можно пересесть на следующие маршруты городского пассажирского транспорта:
- Автобусы: м82, м87, м88, м89, 814, с823, 844, с854, с869, 921, н13